# Social Credit-partiet i Kanada
Social Credit-partiet i Kanada (engelska: Social Credit Party of Canada; franska: Parti Crédit social du Canada) var ett konservativ-populistiskt politiskt parti i Kanada som förespråkade en penningreform i linje med de idéer som utvecklats inom Social Credit-teorin. Partiet existerade 1935-1993 och var den parlamentariska delen av den kanadensiska Social Credit-rörelsen. 

## Partiordförande
- John Horne Blackmore (1935–1944)
- Solon Earl Low (1944–1961)
- Robert N. Thompson (1961–1967)
- Alexander Bell Patterson (1967–1968, interimsordförande)
- Réal Caouette (1971–1976)
- André-Gilles Fortin (1976–1977)
- Gilles Caouette (1977–1978, interimsordförande)
- Charles-Arthur Gauthier (1978, interimsordförande)
- Lorne Reznowski (1978–1979)
- Charles-Arthur Gauthier (1979, interimsordförande)
- Fabien Roy (1979–1980)
- Martin Hattersley (1981–1983)
- Ken Sweigard (1983–1986, interimsordförande)
- Harvey Lainson (1986–1990)
- Ken Campbell (1990–1993)